# ایمپکت (تگزاس)
ایمپکت، تگزاس(به انگلیسی: Impact, Texas) شهری در ایالت تگزاس از ایالات جنوبی ایالات متحده آمریکا است. در سرشماری سال ۲۰۰۰، جمعیت این شهر ۳۹ نفر اعلام شد.